# 순문학 논쟁
순문학 논쟁(일본어: 純文学論争 슌분가쿠론조[*])이란 일본 문학사에서 다음 두 논쟁을 말한다.

## 1960년대 순문학 논쟁
1961년 9월, 『아사히신문』에 히라노 켄이 잡지 『군상』 창간 15주년을 맞아 짧은 글을 투고했다. 이 기고문에서 히라노는 뛰어난 중간소설들(마츠모토 세이초 등의 사회파 추리소설 같은 것)이 대두됨에 따라 순문학이라는 개념은 역사적인 것에 불과하다고 말했다.
여기에 대하여 가장 먼저 이토 세이가 반응했고, 타카미 쥰이 격렬하게 히라노를 비판했다. 후쿠다 츠네아리에 따르면 이런 논쟁은 사실 그 전해 1월 오오오카 쇼헤이가 이노우에 야스시의 『푸른 늑대』를 비판했을 때부터 시작된 것으로서, 오오오카는 이어서 마츠모토 세이초・미즈카미 츠토무 등의 중간소설을 비평가들이 지나치게 고평가한다고 화살을 돌렸다. 당시 외유 중이던 이토는 자세한 사정을 모르고 히라노의 글에 충격을 받았던 것으로 알려졌다.
무엇이 순문학이냐는 논쟁은 그 뒤로도 간헐적으로 일어났고, 이후 1970년대에 에토 쥰이 츠지 쿠니오・카가 오토히코 등을 비판한 포니 논쟁이나, 무라카미 류를 「서브컬쳐」라고 비판한 것도 순문학을 둘러싼 논쟁이었다고 평가할 수 있다.

## 1990년대 순문학 논쟁
1990년대  후반부터 2000년대 전반에 걸쳐 일어난 논쟁은 오오츠카 에이지가 소위 「순문학」 문예잡지의 매상이 낮은 것은 순문학의 문화적 존재가치가 낮기 때문이라는 견해를 표출했고, 그에 대하여 쇼노 요리코가 비판하면서 야기된 것이다. 논쟁의 발단이 된 오오츠카의 견해는 만화잡지 편집자 출신이라는 입장에서 이야기한 것으로서, “매상이 높은 작품이 그 사회에 필요한 것＝가치”라는 시장원리를 전제로 한 사고에 의거한 것이었다. 이에 대하여 쇼노는 순문학의 철저옹호라는 관점에서 논전을 전개했다.